# Ascobolaceae
Ascobolaceae Boud. ex Sacc.  – rodzina workowców należąca do rzędu kustrzebkowców (Pezizales).

## Charakterystyka
Są to rozprzestrzenione na całym świecie grzyby o drobnych rozmiarach. Pod względem odżywiania są to niemal wyłącznie grzyby koprofilne rozwijające się na łajnie, nieliczne tylko gatunki występują na glebie lub na spaleniskach. Wytwarzają niewielkie owocniki typu apotecjum o amyloidalnych workach. Wraz z kustrzebkowatymi (Pezizaceae) są jedynymi rodzinami kustrzebkowców dającymi amyloidalną reakcję z jodem. U Ascobolaceae często występuje ona także w całym galaretowatym hymenium. W rodzajach Ascobolus i Saccobolus zarodniki stają się purpurowe lub brązowawe po osiągnięciu dojrzałości. Sklerocja nie występują. Historycznie używane nazwy dla anamorf odnosiły się do rodzajów Oidia, Papulaspora i Rhizostilbella.

## Systematyka i nazewnictwo
Pozycja w klasyfikacji według Index Fungorum
Pezizales, Pezizomycetidae, Pezizomycetes, Pezizomycotina, Ascomycota, Fungi.
Rodzaje
Według aktualizowanej klasyfikacji Index Fungorum bazującej na Dictionary of the Fungi do rodziny tej należą rodzaje:
- Ascobolus Pers. 1792
- Cleistoiodophanus J.L. Bezerra & Kimbr. 1976
- Cubonia Sacc. 1889
- Rhizostilbella Wolk 1914
- Saccobolus Boud. 1869
- Thecotheus Boud. 1869[2].